# Pfarrhaus (Abenberg)

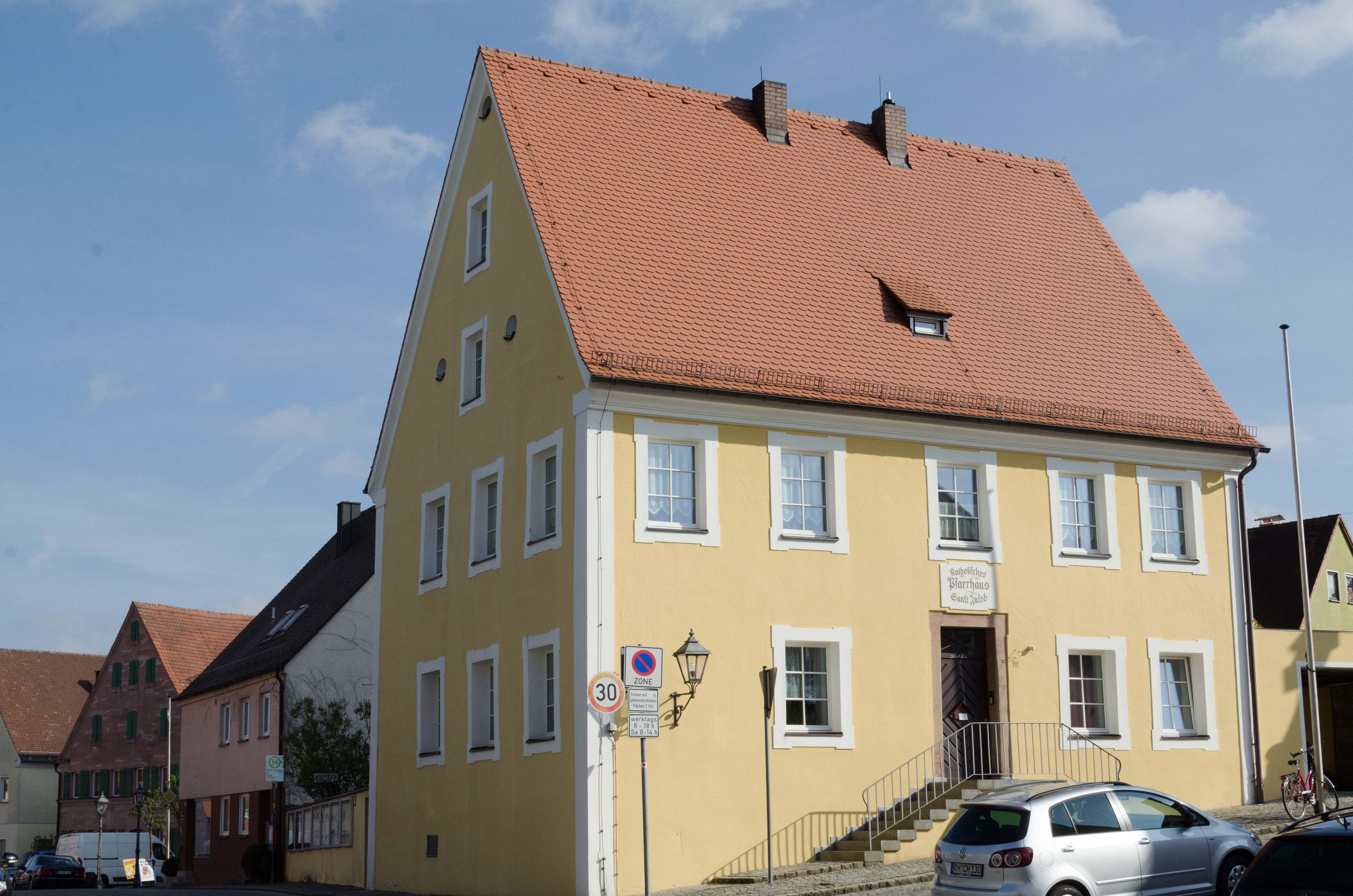
Pfarrhaus in Abenberg

Das katholische Pfarrhaus in Abenberg, einer Stadt im mittelfränkischen Landkreis Roth in Bayern, wurde Ende des 17. bzw. Anfang des 18. Jahrhunderts errichtet. Das Pfarrhaus am Stillaplatz 10 ist ein geschütztes Baudenkmal.
Das zweigeschossige, traufseitige und verputzte Steilsatteldachbau besitzt fünf zu drei Fensterachsen. Über eine zweiseitige Freitreppe erreicht man den Eingang, der von einem Steingewände gerahmt ist.